# Barraca del camí del Masot III
La Barraca del camí del Masot III és una obra del Pla de Santa Maria (Alt Camp) inclosa a l'Inventari del Patrimoni Arquitectònic de Catalunya.

## Descripció
És una barraca de planta rectangular, associada al marge pel seu lateral dret. Orientació est.
És de cornisa horitzontal coronada gairebé tota ella, amb pedres col·locades al rastell. El seu portal és rematat amb una llinda. A l'interior hi ha una falsa cúpula amb una alçada màxima de 3m. Hi ha també una menjadora, un cocó i una fornícula.
Interiorment mesura 3'70m de fondària per 2m d'amplada.